# Mercato San Severino
Mercato San Severino ist eine Stadt mit 21.508 Einwohnern (Stand 31. Dezember 2023) in der Provinz Salerno, Region Kampanien.
Die Nachbarorte von Mercato San Severino sind Baronissi, Bracigliano, Castel San Giorgio, Cava de’ Tirreni, Fisciano, Montoro (AV), Roccapiemonte und Siano.

## Bevölkerungsentwicklung
Zwischen 1991 und 2001 stieg die Einwohnerzahl von 19.078 auf 20.362. Dies entspricht einer prozentualen Zunahme von 6,7 %. Bis zum Jahr 2011 stieg die Bevölkerung weiter auf 21.916 Einwohner, entsprechend einer prozentualen Zunahme von 7,6 %.

## Söhne und Töchter
- Gerardo Pierro (1935–2025), römisch-katholischer Erzbischof von Salerno-Campagna-Acerno